# 토레 에스파시오
토레 에스파시오(스페인어: Torre Espacio→우주탑)는 스페인 마드리드 콰트로 토레스 비즈니스 에어리어 (CTBA)에 있는 고층 빌딩이다. 높이 230m 및 57층 건물이다.

## 개요
2004년에 시공을 하여 2008년에 완공되었다. 같은 CTBA에 같은 해에 완성한 토레 세프사 (250m), 토레 데 크리스탈 (249.5m), 토레 PwC (236m)과 함께 CTBA를 형성하고 있다.
미국의 건축가 헨리 N. 코브가 설계하였으며, 건축회사 페이 코브 프리드의 협력으로 OHL이 지었다. 2009년부터 주스페인 영국대사관이 입주해 있다.

## 같이 보기
- 토레 세프사
- 콰트로 토레스 비즈니스 지구